# Sucrerie British Cemetery
Sucrerie British Cemetery is een Britse militaire begraafplaats met gesneuvelden uit de Eerste Wereldoorlog, gelegen in de Franse gemeente Graincourt-lès-Havrincourt (departement Pas-de-Calais).   
De begraafplaats ligt in het open veld op bijna 2 km ten noorden van het centrum van de gemeente (Eglise Saint-Martin). Vanaf de weg van Bapaume naar Cambrai bereikt men via een verharde landweg na 550 m een graspad van 250 m dat naar de begraafplaats leidt. 
De begraafplaats heeft een vierhoekig grondplan met in de zuidoostelijke muur een gebogen uitstulping (apsis) waarin het Cross of Sacrifice staat. Het terrein heeft een oppervlakte van 202 m² en wordt omsloten door een bakstenen muur. De toegang in de korte zuidwestelijke muur is een metalen hekje tussen witte stenen steunblokken en aan de tegenoverliggende muur staat een stenen rustbank. De graven liggen in een lange rij langs de noordwestelijke muur. De begraafplaats wordt onderhouden door de Commonwealth War Graves Commission.
Er liggen 57 Britten begraven waaronder 5 niet geïdentificeerde. 

## Geschiedenis
Graincourt-les-Havrincourt werd op 20 november 1917 door de 62nd (West Riding) Division veroverd. Tijdens het Duitse lenteoffensief in het voorjaar van 1918 werd het door hen veroverd maar na een zware strijd met de 63rd (Royal Naval) Division werd het dorp op 27 september 1918 door de Britten definitief ingenomen. De begraafplaats werd aangelegd door de 63rd Division op 6 oktober 1918.
Bijna alle slachtoffers behoorden bij de 63rd Division en sneuvelden bij de verovering van Graincourt-les-Havrincourt. Een Brit wordt herdacht met een Special Memorial omdat zijn graf niet meer gevonden werd. 